# Pelopidas
Pelopidas, gr. Πελοπίδας (zm. 364 p.n.e.) – polityk i strateg tebański.
Pochodził ze znamienitej rodziny. Jego przyjacielem był wódz tebański Epaminondas, który w 384 p.n.e. uratował Pelopidasowi życie podczas potyczki pod Mantineją.
W 382 p.n.e. Pelopidas uciekł z Teb do Aten, gdy Foibidas przy pomocy Spartan zdobył Teby.
Stanął na czele powstania, które wybuchło w 379 p.n.e. w sprzeciwie wobec wprowadzenia w Tebach ustroju oligarchicznego; powstańcom udało się zmusić stacjonujący w Tebach garnizon spartański garnizon do kapitulacji i przywrócić tam demokrację.